# 韩军 (1964年)
韩军（1964年1月—），男，汉族，安徽阜阳人，中华人民共和国政治人物。中共十九大代表，第十二届全国人大代表，十届安徽省委委员。

## 生平
1985年加入中国共产党，1986年本科毕业于同济大学，后在同济大学研究生班学习。1988年毕业后进入安徽省计委工作，先后任安徽省计委财金处副主任科员、主任科员，安徽省计委综合处主任科员，安徽省计委经济研究所副所长等职。1995年起转任中国驻德国大使馆二秘，中国驻德国大使馆一秘。1999年调回原单位，任安徽省计委综合处正处级干部，2000年任安徽省发展计划委员会国外资金利用处处长。2003年11月，任芜湖市政府副市长。2006年2月，任安徽省政府副秘书长、办公厅党组成员。2010年11月，升任中国国际贸易促进委员会安徽省分会会长、党组书记。2012年8月起，先后任宣城市委委员、常委、副书记，宣城市政府副市长、代市长，宣城市政府市长。2016年9月，任宣城市委书记。
2017年1月兼任宣城市人大常委会主任，2018年1月当选安徽省政协副主席，2018年7月起不再担任宣城市委书记、市人大常委会主任职务。2023年1月，韩军当选为安徽省人大常委会副主任，不再担任省政协副主席。